# 伊丽莎白皇后公园

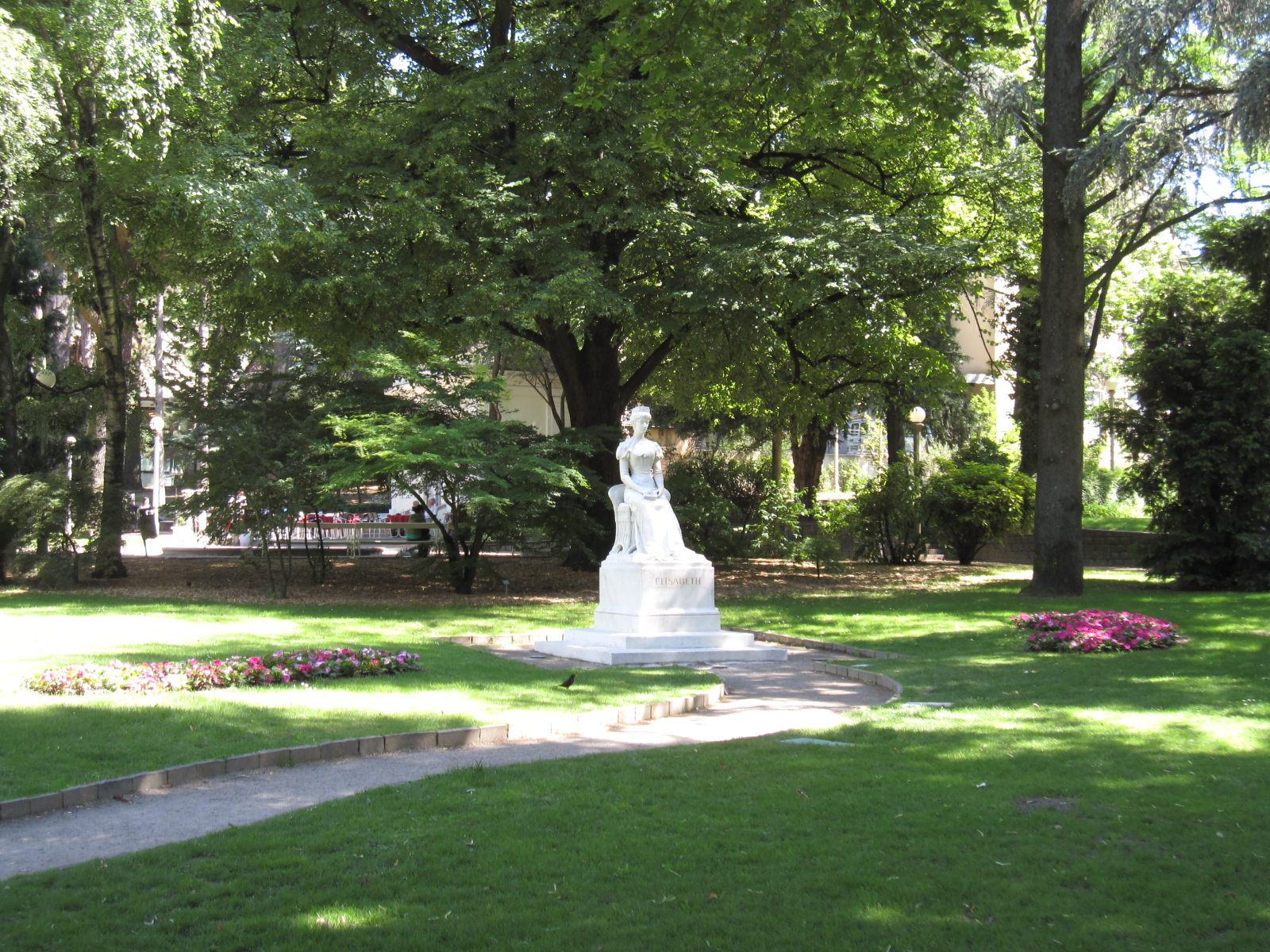
奥地利皇后伊丽莎白雕像

伊丽莎白皇后公园（德語：Kaiserin-Elisabeth-Park）是意大利北部博尔扎诺-上阿迪杰自治省梅拉诺的一个公园。
公园创建于1860年，以纪念1898年9月10日在日内瓦被无政府主义者暗杀的奥地利皇后伊丽莎白。1870年，她第一次访问梅拉诺，很快就喜欢上这个地方的气候和水。她经常回到这里，带动贵族们来此享受spa，促进了该镇的发展。1903年，雕塑家赫尔曼·克洛茨使用拉萨（德语：Laas；意大利语：Lasa）的大理石完成了真人大小的皇后坐像，1927年由弗朗茨·桑蒂法尔教授修复。 
公园大小大约有7，100平方米，位于流经城市的帕瑟河左岸。从对岸经过邮政桥（Postbrücke）可以到达。公园还设有一个以皇后命名的咖啡厅，是游客最喜欢的地方。